# 連尼·軒歷臣
連尼·軒歷臣（丹麥語：René Henriksen，1969年8月27日—）是一名前丹麥後防球員。他曾先後效力丹麥超級聯賽球會AB哥本哈根和希臘超級聯賽球會彭拿典奈高斯。他曾代表國家隊參與兩屆世界盃(1998, 2002)和兩屆歐洲國家盃(2000, 2004)，亦獲選為2000年丹麥足球先生。

## 國家隊生涯
1998年3月25日，丹麥作客友賽蘇格蘭，軒歷臣下半場後備入替積及·拿臣，首度為國家隊上陣。
此後，軒歷臣在國家隊獲得穩定的出賽機會，並於2000年歐洲國家盃擔任正選，初嚐大賽滋味。唯當年的丹麥在勞特立兄弟引退後群龍無首，青黃不接，在死亡之組的對手法國、荷蘭和捷克圍攻下，最終三戰皆北出局。
2002年世界盃，重整陣容的丹麥令人耳目一新，於小組以首名出線，晉身十六強，軒歷臣功不可沒。賽後，隊長贊尼·軒斯退出國家隊，軒歷臣獲領隊摩頓·奧臣委任接替隊長臂章。
在2004年歐洲國家盃打滿四場賽事後，其國家隊生涯亦宣告落幕。他君子的踢法，令其在66場國家隊賽事僅兩度領黃，堪稱典範。

## 榮譽
AB哥本哈根
- 丹麥盃冠軍: 1999

彭拿典奈高斯
- 希臘超級聯賽冠軍: 2003-04
- 希臘盃冠軍: 2004

個人
- 丹麥足球先生: 2000
- 1999年丹麥盃最佳球員 [4]